# Тракийски сборник
„Тракийски сборник“ (изписване до 1945 година: Тракийски сборникъ) е българско научно списание, излизало в София от 1928 година.

## История
Редактори на списанието са Димитър Михалчев, Константин Петканов и Христо Караманджуков, а издател е Тракийският върховен изпълнителен комитет. Печата се в печатница „Родопи“ на Тодор Л. Клисаров.
Сборникът публикува статии и проучвания върху Тракия. Задачата му е „да съсредоточи разпокъсаната и разпръсната литература върху Тракия. Тук ще намерят място нови изследвания и проучвания и ще се изтъква развитието на тракийския въпрос“. Книга II излиза в 1930 година, книга III в 1932 година, книга IV в 1933 година. Книга V и VI излизат съответно в 1935 и 1936 година и са съответно I и II част на „Бит и език на тракийските и малоазийските българи“ на Стефан Младенов, Христо Кодов и Христо Вакарелски. Книга VII излиза в 1939 година и е „Български народни песни от Източна и Западна Тракия“ на Васил Стоин.